# 24h Le Mans 1963

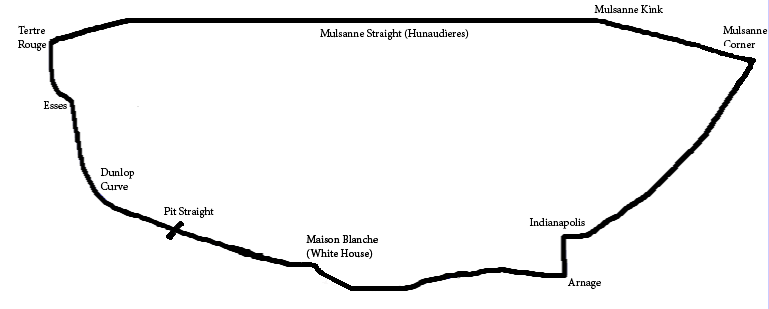
Tor Circuit de la Sarthe

24h Le Mans 1963 – 24–godzinny wyścig rozegrany na torze Circuit de la Sarthe w dniach 15–16 czerwca 1963 roku. Był dziesiątą rundą Mistrzostw Świata Samochodów Sportowych.

## Wyniki
Źródło: experiencelemans.com
| Poz. | Klasa   | Nr | Zespół                            | Kierowcy                               | Nadwozie                  | Silnik                  | Okr. |
| ---- | ------- | -- | --------------------------------- | -------------------------------------- | ------------------------- | ----------------------- | ---- |
| 1    | P 3.0   | 21 | SpA Ferrari SEFAC                 | Lorenzo Bandini Ludovico Scarfiotti    | Ferrari 250P              | Ferrari 3.0L V12        | 339  |
| 2    | GT 3.0  | 24 | Equipe Nationale Belge            | Jean Blaton Gerhard Langlois van Ophem | Ferrari 250 GTO           | Ferrari 3.0L V12        | 323  |
| 3    | P 3.0   | 22 | SpA Ferrari SEFAC                 | Mike Parkes Umberto Maglioli           | Ferrari 250P              | Ferrari 3.0L V12        | 323  |
| 4    | GT 3.0  | 25 | Écurie Francorchamps              | Pierre Dumay Leon Dernier              | Ferrari 250 GTO           | Ferrari 3.0L V12        | 322  |
| 5    | P +3.0  | 12 | Maranello Concessionaires Ltd.    | Jack Sears Michael Salmon              | Ferrari 330 LMB           | Ferrari 4.0L V12        | 314  |
| 6    | GT 3.0  | 26 | North American Racing Team (NART) | Masten Gregory David Piper             | Ferrari 250 GTO LMB       | Ferrari 3.0L V12        | 312  |
| 7    | GT +3.0 | 3  | AC Cars Ltd. / W. Hurlock         | Peter Bolton Ninian Sanderson          | AC Cobra Hardtop          | Ford 4.7L V8            | 310  |
| 8    | P 3.0   | 28 | Porsche System Engineering        | Herbert Linge Edgar Barth              | Porsche 718/8 WRS Spyder  | Porsche 2.0L Flat-8     | 300  |
| 9    | GT +3.0 | 15 | Briggs S. Cunningham              | Briggs S. Cunningham Bob Grossman      | Jaguar E-type Lightweight | Jaguar 3.8L I6          | 283  |
| 10   | GT 1.3  | 39 | Team Elite                        | John Wagstaff Pat Ferguson             | Lotus Elite Mk14          | Coventry Climax 1.2L I4 | 270  |
| 11   | P 3.0   | 53 | Automobiles René Bonnet           | Jean-Pierre Beltoise Claude Bobrowski  | René Bonnet Aérodjet LM6  | Renault-Gordini 1.1L I4 | 269  |
| 12   | GT 2.0  | 31 | Alan Hutcherson                   | Alan Hutcherson Paddy Hopkirk          | MG MGB Hardtop            | MG 1.8L I4              | 264  |

## Nie sklasyfikowani
| Poz. | Klasa | Nr | Zespół                   | Kierowcy                     | Nadwozie             | Silnik                  | Okr. |
| ---- | ----- | -- | ------------------------ | ---------------------------- | -------------------- | ----------------------- | ---- |
| 13   | –     | 00 | Owen Racing Organisation | Graham Hill Richie Ginther   | Rover-BRM            | Rover 2.0L Turbine      | 310  |
| 14   | P 3.0 | 41 | Automobiles René Bonnet  | Bruno Basini Robert Bouharde | René Bonnet Aérodjet | Renault-Gordini 1.1L I4 | 211  |

## Nie ukończyli
| Poz. | Klasa   | Nr | Zespół                             | Kierowcy                             | Nadwozie                   | Silnik                         | Okr. |
| ---- | ------- | -- | ---------------------------------- | ------------------------------------ | -------------------------- | ------------------------------ | ---- |
| 15   | P 3.0   | 23 | SpA Ferrari SEFAC                  | John Surtees Willy Mairesse          | Ferrari 250P               | Ferrari 3.0L V12               | 252  |
| 16   | P 3.0   | 50 | Société des Automobiles Alpine     | Bernard Boyer Guy Verrier            | Alpine M63                 | Renault-Gordini 1.0L I4        | 227  |
| 17   | GT 1.6  | 32 | Sunbeam Talbot                     | Jackie Lewis Keith Ballisat          | Sunbeam Alpine             | Sunbeam 1.6L I4                | 200  |
| 18   | GT 1.3  | 38 | Team Elite                         | Frank Gardner John Coundley          | Lotus Elite Mk14           | Coventry Climax 1.2L I4        | 167  |
| 19   | GT 1.6  | 34 | Scuderia St. Ambroeus              | Giancarlo Sala Romolo Rossi          | Alfa Romeo Giulietta SZ    | Alfa Romeo 1.6L I4             | 165  |
| 20   | P +3.0  | 6  | Lola Cars Ltd.                     | Richard Attwood David Hobbs          | Lola Mk6 GT                | Ford 4.6L V8                   | 151  |
| 21   | P +3.0  | 7  | David Brown / Aston Martin Lagonda | William Kimberley Jo Schlesser       | Aston Martin DP214         | Aston Martin 3.7L I6           | 139  |
| 22   | P +3.0  | 11 | North American Racing Team (NART)  | Dan Gurney Jim Hall                  | Ferrari 330 LMB            | Ferrari 4.0L V12               | 126  |
| 23   | GT +3.0 | 4  | Ed Hugus                           | Ed Hugus Peter Jopp                  | AC Cobra Coupe             | Ford 4.7L V8                   | 127  |
| 24   | GT 2.0  | 30 | Porsche System Engineering         | Heinz Schiller Ben Pon               | Porsche 356B 2000GS GT     | Porsche 2.0L Flat-4            | 115  |
| 25   | P +3.0  | 10 | North American Racing Team (NART)  | Pedro Rodríguez Roger Penske         | Ferrari 330 TRI/LM         | Ferrari 4.0L V12               | 113  |
| 26   | P 3.0   | 44 | Lawrence Tune Engineering          | Chris Lawrence Chris Spender         | Deep Sanderson 301         | BMC 1.0L I4                    | 110  |
| 27   | P 3.0   | 27 | Porsche System Engineering         | Jo Bonnier Tony Maggs                | Porsche 718/8 GTR Coupe    | Porsche 2.0L Flat-8            | 109  |
| 28   | GT 3.0  | 20 | SpA Ferrari SEFAC                  | Fernand Tavano Carlo Maria Abate     | Ferrari 250 GTO            | Ferrari 3.0L V12               | 105  |
| 29   | P 3.0   | 58 | Jean-Georges Branche               | Jean-Georges Branche Claude Dubois   | Fiat-Abarth 850TC          | Fiat 0.8L I4                   | 96   |
| 30   | P 3.0   | 42 | Donald Healey Motor Company        | Sir John Whitmore Bob Olthoff        | Austin-Healey Sprite 1100  | BMC 1.1L I4                    | 94   |
| 31   | GT 2.0  | 29 | Porsche System Engineering         | Gerhard Koch Carel Godin de Beaufort | Porsche 356B 2000GS GT     | Porsche 2.0L Flat-4            | 94   |
| 32   | GT 1.6  | 33 | Sunbeam Talbot                     | Peter Harper Peter Procter           | Sunbeam Alpine             | Sunbeam 1.6L I4                | 93   |
| 33   | P +3.0  | 9  | Pierre Noblet                      | Pierre Noblet Jean Guichet           | Ferrari 330 LMB            | Ferrari 4.0L V12               | 75   |
| 34   | GT 1.6  | 35 | Scuderia St. Ambroeus              | Giampiero Biscaldi Sergio Pedretti   | Alfa Romeo Giulietta SZ    | Alfa Romeo 1.6L I4             | 70   |
| 35   | GT +3.0 | 19 | Jean Kerguen                       | Jean Kerguen Jacques Dewes           | Aston Martin DB4 GT Zagato | Aston Martin 3.8L I6           | 69   |
| 36   | P 3.0   | 49 | Société des Automobiles Alpine     | René Richard Piero Frescobaldi       | Alpine M63                 | Renault-Gordini 1.0L I4        | 63   |
| 37   | GT +3.0 | 8  | David Brown / Aston Martin Lagonda | Innes Ireland Bruce McLaren          | Aston Martin DP214         | Aston Martin 3.7L I6           | 59   |
| 38   | P 3.0   | 48 | Société des Automobiles Alpine     | José Rosinski Christian Heins        | Alpine M63                 | Renault-Gordini 1.0L I4        | 50   |
| 39   | P 3.0   | 52 | Urbain Fabre                       | Jean-Pierre Manzon Jean Rolland      | René Bonnet Aérodjet LM6   | Renault-Gordini 1.0L I4        | 47   |
| 40   | P +3.0  | 2  | Maserati France / Johnny Simone    | André Simon Lloyd Casner             | Maserati Tipo 151/3        | Maserati 4.9L V8               | 40   |
| 41   | GT +3.0 | 16 | Briggs S. Cunningham               | Paul Richards Roy Salvadori          | Jaguar E-type Lightweight  | Jaguar 3.8L I6                 | 40   |
| 42   | P +3.0  | 17 | Peter J. Sargent                   | Peter Sargent Peter Lumsden          | Lister Coupe               | Jaguar 3.8L I6                 | 29   |
| 43   | P +3.0  | 18 | David Brown / Aston Martin Lagonda | Phil Hill Lucien Bianchi             | Aston Martin DP215         | Aston Martin 4.0L I6           | 29   |
| 44   | P 3.0   | 54 | Automobiles René Bonnet            | Gérard Leureau Jean Vinatier         | René Bonnet RB5            | Renault 0.7L I4                | 25   |
| 45   | GT +3.0 | 14 | Briggs S. Cunningham               | Walt Hansgen Augie Pabst             | Jaguar E-type Lightweight  | Jaguar 3.8L I6                 | 8    |
| 46   | GT 1.6  | 36 | Scuderia Filipinetti               | Karl Foitek Armand Schäfer           | Alfa Romeo Giulietta GZ    | Alfa Romeo 1.6L I4             | 7    |
| 47   | P 3.0   | 51 | Automobiles René Bonnet            | Roger Masson Pierre Monneret         | René Bonnet Aérodjet LM6   | Renault-Gordini 1.0L i4        | 4    |
| 48   | P 3.0   | 55 | „Sarayac”                          | Guy Flayac Lucien Barthe             | Fiat-Abarth 1000SP         | Fiat 1.0L I4                   | 3    |
| 49   | P 3.0   | 56 | Auto Union GmbH                    | Alain Bertaut André Guilhaudin       | CD 3                       | DKW-Manztel 0.7L I3 (2-Stroke) | 1    |